# Речения с Лазурного утёса
«Речения с Лазурного утёса» (кит. трад. 碧巖錄, упр. 碧岩錄, палл. Би янь лу; яп. 碧巌録 Хэкиганроку, кор. 벽암록?, 碧巖錄? Пёкамрок, вьет. Bích nham lục) — сборник дзэнских коанов (гун-ань), которые излагают знания и опыт китайских мастеров чань. Данный сборник включён в «Великую сокровищницу канонов» («Да цзан цзин», китайскую Трипитаку), где представлен в разделе «Все школы» («Чжу цзун»).

## Этимология
Название книги происходит от иероглифов би янь («лазурная скала») в одной из историй сборника. В ответе коана указывалось, что птица, несущая в клюве цветок, приземляется на эту скалу. Этот ответ во многом увязывается с цветочной речью Будды на Соколиной горе. Там Будда передал Махакашьяпе учение без каких-либо наставлений, тем самым заложив основу традиции дзэн.

## История
Своё происхождение сборник получил из нескольких школ чань, восходивших к основателю школы Линьцзи и известному наставнику Линьцзи Исюаню. Книга включает в себя «сто примеров» (бай цзэ) или 100 диалогов мастера Линьцзи и других учителей VIII—IX веков со своими последователями. Все эти диалоги соединил в единый текст чаньский мастер Фэнъян Шанчжао (946—1024). Некоторые из этих диалогов имели комментарии в виде гатх (кратких «восхвалений» или «славословий»). Это стало причиной того, что данные комментарии получили имя «сун гу» («славословия древним»).

## Оценка
Крупный исследователь дзэн-буддизма Генрих Дюмулен выразил мнение о том, что данный сборник — «одно из самых выдающихся произведений мировой религиозной литературы».